# Armia cieni (film)
Armia cieni (fr. L’armée des ombres) – francusko-włoski dramat wojenny z 1969 roku w reżyserii Jean-Pierre’a Melville’a. Film powstał na podstawie książki autorstwa Josepha Kessela wydanej w 1943 roku pod tym samym tytułem. Scenariusz uzupełniono wspomnieniami Melville’a, również byłego członka Résistance.
Film wszedł na ekrany kin po wydarzeniach z maja 1968 roku i został poddany krytyce ze względu na rzekomą gloryfikację postaci Charles’a de Gaulle’a. Kontrowersje wokół filmu były jednym z powodów, dla których nie był on rozpowszechniany poza granicami Francji (np. w Wielkiej Brytanii został wyświetlony po raz pierwszy w 1978 roku, a w Stanach Zjednoczonych dopiero w 2006 roku).

## Treść
Rok 1942, czas niemieckiej okupacji. Inżynier Philippe Gerbier, członek francuskiego podziemia, zostaje zdradzony i wydany w ręce funkcjonariuszy Gestapo. Udaje mu się jednak uciec i przedostać do Marsylii, gdzie wraz ze swymi współtowarzyszami ma doprowadzić do wykonania wyroku na zdrajcy.
Film realistycznie ukazuje doświadczenia bojowników Ruchu Oporu, zmuszonych do konfrontacji nie tylko z przeciwnikiem, lecz także ze sprzecznymi zasadami moralnymi.

## Obsada
- Lino Ventura – Philippe Gerbier
- Paul Meurisse – Luc Jardie ps. „Wielki Szef”
- Jean-Pierre Cassel – Jean-Francois Jardie
- Simone Signoret – Mathilde
- Claude Mann – Claude Ullmann ps. „Maska”
- Paul Crauchet – Felix Lepercq
- Christian Barbier – Guillaume Vermersch ps. „Bizon”
- Alain Decock – Legrain, członek MJCF
- Georges Sellier – pułkownik Jarret du Plessis
- Jean-Marie Robain – baron de La Ferté-Talloires
- André Dewavrin – w roli samego siebie[a][1]
- Adrien Cayla-Legrand – Charles de Gaulle

## Krytyka
Film miał stanowić refleksję nad okresem okupacji Francji w latach 1940–1944 i nad postawą ogółu społeczeństwa wobec okupanta. Jednakże francuski Ruch Oporu i jego gloryfikowanie stały się tematem tabu podczas wojny algierskiej. Również Charles de Gaulle – ówczesny Prezydent Republiki Francuskiej, stojący podczas wojny na czele Wolnej Francji, a następnie Francji Walczącej, której z czasem podporządkowała się cała konspiracja jako Francuskie Siły Wewnętrzne – był obiektem rosnącej krytyki ze strony lewicowej opinii publicznej.
Mimo niskiej oceny francuskich krytyków filmowych, Armia cieni zebrała korzystne recenzje za granicą. W 2006 r., po ponad czterdziestu latach od premiery, film został dystrybuowany w USA. Został dobrze przyjęty przez tamtejszych recenzentów, którzy na łamach licznych dzienników i czasopism ogłosili Armię cieni najlepszym filmem roku 2006.

## Tło historyczne
Scenariusz do filmu oparto na książce Josepha Kessela pod tym samym tytułem (w Polsce opublikowanej w 1947), powstałej ze zbioru zeznań przebywających na misji w Londynie bojowników Ruchu Oporu (autor dokonał w treści pewnych korekt, aby żyjącym bohaterom nie zagrażało niebezpieczeństwo ze strony okupantów i kolaborantów).
Pierwowzorami Luca Jardie byli dr Jean Cavaillès (bojownik Wyzwolenia-Południe), Jean Moulin (przewodniczący Komitetu Koordynacyjnego Ruchu Zjednoczenia Oporu, a następnie Krajowej Rady Oporu), i mjr Pierre Brossolette (agent wywiadu Wolnej Francji). Postać Philippe’a Gerbier wzorowano na Jeanie Pierre-Bloch (szef cywilnej sekcji wywiadu Wolnej Francji), ppor. Paulu Rivière (bojownik Walki) i płk Gilbercie Renault (szef siatki Bractwo Notre-Dame) a Mathilde na Lucie Aubrac (bojowniczka Wyzwolenia-Południe).